# デイブ・コーウェンス
デイブ・コーウェンス（英: David William Cowens、1948年10月25日 - ）は、アメリカ合衆国・ケンタッキー州ニューポート出身の元プロバスケットボール選手。1970年代のプロリーグNBAを代表するセンターの一人として、ボストン・セルティックスを2度の優勝に導いたことで知られる。
フロリダ州立大学卒業後、1970年のNBAドラフト全体4位指名で入団。身長206cm、体重105kgとセンターとしては小柄だったが、多彩な才能と精力的なプレーで一時没落したボストン王朝の復活に大きく寄与し、自身も新人王、シーズンMVP、オールNBAチーム、NBAオールディフェンシブチームをともに3回選出され、NBAオールスターでは7回の選出を誇った。1991年には殿堂入りを果たし、NBA50周年記念オールタイムチームにも選ばれ、背番号「18」はセルティックスの永久欠番となっている。引退後はヘッドコーチとしてシャーロット・ホーネッツ、ゴールデンステート・ウォリアーズ、デトロイト・ピストンズなどでアシスタントコーチを務めた。

## 生い立ち
ケンタッキー州に生まれ育ったデイヴィッド・ウィリアム・コーウェンスは8歳からバスケットボールを始めたが、ニューポート・セントラルカトリック高校ではバスケットのコーチと対立したことからチームを辞めてしまい、水泳や陸上競技にその情熱を注いだ。6フィート1インチ（約185cm）とバスケットをするにはやや小柄なコーウェンスは、このままバスケットの世界に戻ることはないように思われた。しかし2年生から3年生にかけて身長が一気に5インチも伸びたことにより、彼のバスケットへの適性が認められるようになった。6フィート6インチ（約198cm）となったコーウェンスは3年生の始め、バスケチームの2軍に加わり、その後代表チームに昇格。4年生のシーズンには平均13得点20リバウンドの成績を残し、チームを29勝3敗の成績に導いた。

## 大学時代
ニューポートの高校生選手に、オハイオ・バレー・カンファレンスに所属する大学の多くが興味を示したが、しかし伝説的な名コーチ、アドルフ・ラップ率いるバスケット名門校のケンタッキー大学はコーウェンスには無関心だった。コーウェンスの父は自分の息子が地元のケンタッキー大に進むことを望んでいたが、結局コーウェンスは無名校のフロリダ州立大学（FSU）への進学を決意した。コーウェンスはFSUのバスケットコーチ、ヒュー・ダラムを気に入り、またダラムもコーウェンスに大きな可能性を感じた。「彼は偉大なスコアラーではなかった」ダラムは当時のコーウェンスをこう語る。「しかし彼はリバウンドが出来た。そしてそらは我々が必要としているものだった」。ダラムの目は確かだった。コーウェンスは素晴らしいリバウンダーであり、大学の3つのシーズンで通算1,340リバウンド（平均17.2リバウンド）をあげ、フロリダ州記録を樹立した。また1968-69シーズンには大学記録となる平均17.5リバウンドをあげ、またルイジアナ州立大学戦では31リバウンドを記録している。コーウェンスのリバウンドはFSUが得意とするファストブレークの起点として無くてはならないものとなった。大学通算で平均19.0得点、フィールドゴール成功率.519と、オフェンス面でも好成績を残したコーウェンスは、チーム入りして以来、FSUの成績を11勝15敗から18勝8敗へ、そして最終学年には23勝3敗へと劇的に向上させた。1970年にはThe Sporting News選出のオールアメリカ2ndチームに選ばれた。

## NBAキャリア

### ボストン・セルティックス

#### キャリア初期
ヘッドコーチとしてプロリーグNBAのボストン・セルティックスを伝説のNBAファイナル8連覇に導き、コーチ勇退後もゼネラルマネージャーとしてさらに2度のファイナル制覇を上積みしたレッド・アワーバックは、偉大なセンター、ビル・ラッセルが電撃引退した直後の1969-70シーズン、チーム成績が34勝38敗と急落したことを受けて、改めてラッセルに代わるインサイドの柱が必要であることを悟った。そしてフロリダ州立大の勤勉さと誠実さを兼ね備えたサウスポーの赤毛の青年は、実にアワーバック好みのセンターだった。コーウェンスは、1970年のNBAドラフトでボブ・レイニア、ルディ・トムジャノビッチ、ピート・マラビッチに続いて、全体4位指名でボストン・セルティックスに入団した。
NBA入り当初、6フィート9インチ（約206cm）とプロのセンターとしては小柄なコーウェンスがNBAで通用するかについては疑問符が投げ掛けられたが、彼はルーキーイヤーとなる1970-71シーズンから平均17.0得点15.0リバウンドと立派な成績を残した。同時にリーグトップとなる通算350パーソナルファウルを喫し、プロ1年目からその荒々しいプレーを出し惜しみしなかった。ちなみにコーウェンスはNBAキャリアの中でNBA歴代20位内となる、計90回のファウルアウトを喫している。しかしながら機動性や粘り強さに優れ、精力的かつアンセルフィッシュなコーウェンスのプレーはすぐに賞賛され、彼はポートランド・トレイルブレイザーズのジェフ・ペトリーと共にNBAルーキー・オブ・ザ・イヤーを受賞することになった。またコーウェンスを獲得したセルティックスは、エースのジョン・ハブリチェック、2年目のガード、ジョ・ジョ・ホワイト、そして新人コーウェンスと新しいチームの核が完成し、前年度を上回る44勝38敗の成績を記録した。

#### MVPの受賞とニックスの壁
翌1971-72シーズンには前年度は.422だったフィールドゴール成功率を.484まで改善し、平均18.8得点15.2リバウンドの成績を記録。オールスターゲームにも初出場し、14得点20リバウンドを記録。残り11秒には試合をタイに戻す貴重なジャンプショットを決めたが、地元ロサンゼルス開催のロサンゼルス・レイカーズのジェリー・ウェストに劇的なブザービーターを決められ、コーウェンスのイーストチームは110-112で敗北した。セルティックスはさらに成績を伸ばし、カンファレンス1位となる56勝26敗を記録。ラッセル引退から3年目にして早くも名門復活を遂げた。コーウェンス初のNBAプレーオフでは、1回戦でルー・ハドソンや同期のピート・マラビッチ擁するアトランタ・ホークスを4勝2敗で降すが、カンファレンス準決勝では下位シードのニューヨーク・ニックスの前に1勝4敗で敗退する。このウィリス・リード、ウォルト・フレイジャーら豪華メンバーを擁するニックスは、優勝を目指す新生セルティックスの前に立ちはだかる強力なライバルとなった。
3年目の1972-73シーズン、コーウェンスは全盛期を迎えた。平均20.5得点16.2リバウンド4.1アシストと素晴らしい成績を残し、さらにコーウェンスの優れたリバウンドによってチームのお家芸であるファストブレークにさらに磨きが掛かったセルティックスは勝ちに勝ちまくり、他のチームを圧倒する68勝14敗の成績を残した。勝率.829はビル・ラッセル時代にも、さらにこの後の時代にも達成されていない、セルティックスのフランチャイズ記録である。自身もチームも会心の成績を残したコーウェンスはシーズンMVPを受賞した。しかし、そのシーズンのリーグ最高の選手と認められながらも、オールNBAチームの選考では2ndチームの選出だった（1stチームのセンターはカリーム・アブドゥル＝ジャバー。なお、当時のMVPは選手による投票で決められていた）。MVPを受賞者の2ndチーム選出は、ビル・ラッセルに続いて史上2例目だった。コーウェンスはさらに15得点13リバウンドをあげたオールスターでもMVPを受賞している。少なくともレギュラーシーズン中は最高のシーズンを過ごしていたコーウェンスとセルティックスだったが、しかしプレーオフでは再びニックスが立ちはだかった。カンファレンス決勝でのニックスとの対決は、最終第7戦までもつれる接戦となったが、ハブリチェックが脚を負傷してしまい、第7戦のセルティックスはニックスの強力ディフェンスの前に78得点に封じ込められ、2年連続でニックスの前に敗退した。ファイナルに勝ち進んだニックスはロサンゼルス・レイカーズを破って優勝を遂げている。

#### 王座復権
プレーオフでは2年連続でニックスの前に敗退したが、コーウェンスにジョン・ハブリチェック、ジョ・ジョ・ホワイト、ベテランのポール・サイラス、8連覇時代を知るドン・ネルソン、若手ガードのポール・ウェストファルとセルティックスの陣容は充実していた。1973-74シーズン、コーウェンスは平均19.0得点15.7リバウンド（リーグ2位）の成績を残し、チームも前年度の好調を引き継ぎ、シーズン最初の37試合を30勝7敗、勝率8割を越えるペースで勝ち続けた。しかしシーズン後半に入るとチームの勢いにやや失速が見られ、最終的にはカンファレンス1位、リーグ2位の56勝26敗の成績を残したものの、プレーオフに不安を残した。しかしカンファレンス準決勝ではボブ・マカドゥー率いるバッファロー・ブレーブスを4勝2敗で降すと、決勝でニックスと対決。セルティックスは、ニックスのウィリス・リード、デイブ・ディバッシャーの負傷にも助けられ、この因縁の相手を4勝1敗で降し、セルティックスにとっては5年ぶりの、コーウェンスにとっては初のファイナル進出を果たした。
ファイナルで待っていたのはミルウォーキー・バックスだった。セルティックスとバックスは対照的なチームだった。218cmの支配的センター、カリーム・アブドゥル＝ジャバーを擁するバックスは、彼とオスカー・ロバートソンを中心とした典型的なハーフコートバスケットのチームであるのに対し、206cmのコーウェンスを筆頭にスモールラインアップを敷くセルティックスは走るバスケットを得意としていた。サイズでは明らかに分が悪いため、セルティックスのコーチ、トム・ヘインソーンは、セルティックスがプレスディフェンスによって平面的なバスケットに持ち込めるかが勝利の鍵を握ると分析した。ヘインソーンの目論見は、バックスのガード、ルーシャス・アレンの故障によって大きな効果を発揮した。バックコートの相棒を失った35歳のオスカー・ロバートソンはプレスを集中して浴びてしまい、大きく疲弊を強いられたのである。バックコートでの戦いではセルティックスが主導権を握ったが、一方、インサイドではコーウェンスとジャバーの対決が注目を集めた。コーウェンスが新人の年、1歳年上のジャバーに為す術もなく58得点をあげられてしまったことを、多くの人々が記憶していた。第1戦ではセルティックスのプレスディフェンスが威力を発揮し、98-83でセルティックスが勝利した。しかし第2戦ではジャバーに第1戦の35得点に続いて36得点を許し、オーバータイムの末に96-105で敗北を喫する。コーウェンスはフィールドゴール13本中3本しか決められず、また第4Q終盤の勝ち越しを狙ったフックシュートをジャバーにブロックされるなど、最高峰のセンターの前に良いところがなかった。やはりセンター対決ではジャバーに分があるかに思われたが、しかし第3戦ではコーウェンスの逆襲が始まった。彼は外角のシュートを中心にバックスのゴールを襲い、ファウルトラブルのため32分しかプレーできなかったにもかかわらず、30得点をあげてセルティックスを95-83の完勝に導いたのである。第4戦ではついにバックスのガード陣がセルティックスのプレスディフェンスを突破し、89‐97で敗れたセルティックスは再び勝敗を2勝2敗のタイに戻されたが、第5戦ではセルティックスの大黒柱、ジョン・ハブリチェックの活躍で96-77とセルティックスが圧勝し、再びシリーズを3勝2敗とリードし、いよいよ優勝に王手を掛けた。しかし第6戦ではダブルオーバータイムの末に101‐102で敗北し、シリーズの行方は最終第7戦に委ねられた。チームはジャバーに対してはダブル、トリプルチームで対応することを決め、第6戦をフィールドゴール16本中5本しか決められず不甲斐ない内容に終わったコーウェンスは、オフェンスに集中した。コーウェンスはこの大一番で28得点14リバウンドと活躍。102-87で第7戦を勝利したセルティックスが、5年ぶり12回目の優勝を決めた。
王座に返り咲いたセルティックスはビル・ラッセル時代に続く第二期ボストン王朝の建国を目指し、1974-75シーズンもリーグ1位タイの60勝22敗の成績を記録。コーウェンスは足の故障で15試合を欠場したものの、平均20.4得点14.7リバウンド（リーグ2位）4.6アシストの成績を残し、初めてチームのリーディングスコアラーとなった。オールNBA2ndチームに加え、オールディフェンシブ2ndチームにも初選出されている。しかしプレーオフではカンファレンス決勝において、やはり60勝をあげたエルヴィン・ヘイズ、ウェス・アンセルド擁するワシントン・ブレッツの前に2勝4敗で敗れ、ファイナル連覇はならなかった。

#### 1976年の優勝

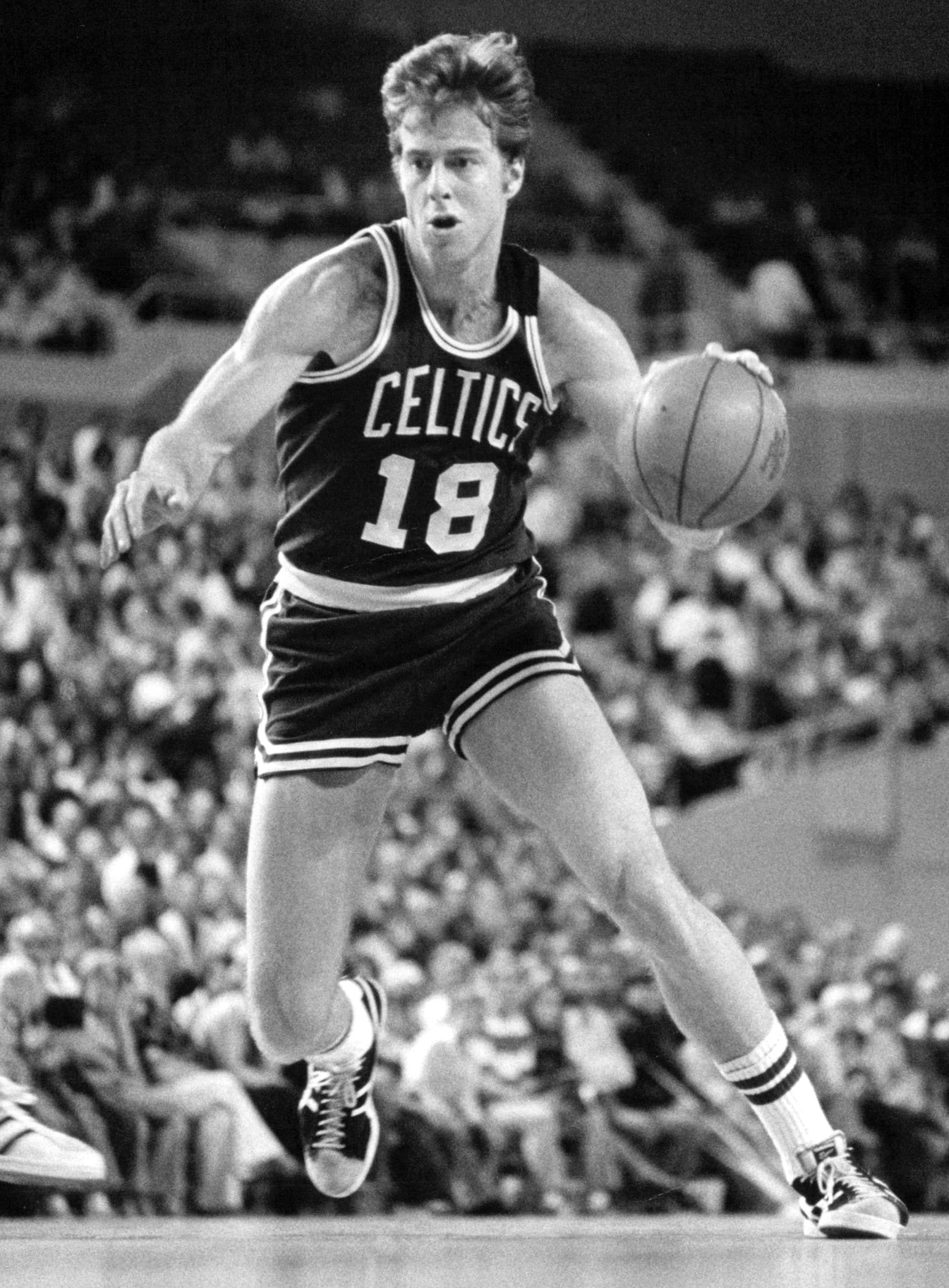
1976年のコーウェンス

1975-76シーズンを前にフェニックス・サンズとトレードを交わし、控え選手だったポール・ウェストファルとドラフト指名権をサンズに送り、得点力を持ったガード、チャーリー・スコットを獲得したセルティックスは、5年連続カンファレンス1位となる54勝28敗の成績を記録。コーウェンスは平均19.0得点16.0リバウンド4.2アシストの成績を残し、オールNBA2ndチームとオールディフェンシブ1stチームに選ばれた。なお、このシーズンにセルティックスはコーウェンス、ジョン・ハブリチェック、ポール・サイラスの3人をオールディフェンシブ1stチームに送り込んでいる。プレーオフではカンファレンス準決勝でバッファロー・ブレーブス、カンファレンス決勝でクリーブランド・キャバリアーズを破り、2年ぶりにファイナルに進出した。
ファイナルで待っていたのは、シーズン前にトレードを行ったフェニックス・サンズだった。セルティックスの54勝に対し、サンズは42勝とその力の差は歴然だったが、元セルティックスの控え選手だったウェストファルの活躍でサンズが健闘を見せ、シリーズ最初の4試合を各々2勝ずつ分け合った状況でボストン・ガーデンでの第5戦を迎えた。しばしばファイナル史上最高の試合と称される第5戦を、トリプルオーバータイムの末に128-126で制したセルティックスは、続く第6戦も87-80で勝利し、シリーズ4勝目を奪取。セルティックスは13回目の、コーウェンスにとっては2回目の優勝を決めた。

#### 情熱の陰り
1976年の優勝を頂点にセルティックスは衰退期に入り、それと比例してコーウェンスのパフォーマンスも低下した。彼のプレーに最も影響を与えたのは優勝の後に行われたポール・サイラスのトレードだった。サイラスの親友だったコーウェンスは彼の放出に酷く落胆し、28歳と選手としては一番脂が乗っている時期であるにもかかわらず、試合への情熱を失ってしまったのである。1976-77シーズンは平均16.4得点13.9リバウンドと前年度を下回り（ただし、平均アシストは5.0本とキャリアハイを記録）、チームも44勝38敗と振るわず、プレーオフではジュリアス・アービング擁するフィラデルフィア・76ersの前に敗れた。オフシーズンに8連覇時代からセルティックスを支え続けたハブリチェックが引退したことで、セルティックスの衰退は決定的となり、1977-78シーズンは32勝、1978-79シーズンは29勝と勝ち星は低下の一途を辿り、プレーオフ出場も叶わなかった。コーウェンスも1977-78シーズンは平均18.6得点14.0リバウンドを記録したものの、1978-79シーズンは16.6得点9.6リバウンドと、ルーキーイヤー以来続けてきた平均ダブル・ダブルを初めて逃した。また、1978-79シーズン中にはトム・ヘインソーンの後任だったサッチ・サンダースが開幕以後2勝12敗の責任をとって辞任したことで、コーウェンスは選手兼ヘッドコーチの重責を担わされた。コーウェンスは過去にコーチ経験はなく、後に「私には手に負えないものだった」と語っている。

#### 新時代への橋渡し
チームの低迷は、しかしドラフト上位指名権の獲得という形で報われた。そして1978年のNBAドラフトにて6位指名したラリー・バードが、1979-80シーズンにいよいよ入団。また新ヘッドコーチにビル・フィッチが就任し、コーウェンスはコーチという重責から解放された。ジョ・ジョ・ホワイトやドン・ネルソンはすでにチームを去っており、セルティックスは大物新人ラリー・バード、若手フォワードのセドリック・マックスウェル、コーウェンスとは同期のガード、ネイト・アーチボルド（この時期、ピート・マラビッチもセルティックスに所属していた）と、セルティックスが2度優勝した1970年代中盤とはその陣容は様変わりし、過去の優勝を知る者は一時セルティックスを離れていたドン・チェイニーと、そしてコーウェンスの2名のみとなった。前年度29勝に沈んだセルティックスは、1979-80シーズンにリーグ史上屈指と言える劇的な復活劇を遂げ、61勝21敗を記録し、バードは期待通り新人王を受賞した。コーウェンスは平均14.2得点8.1リバウンドと成績は過去最低を記録したものの、オールディフェンシブチームには4年ぶりに2ndチームで選出された。

### 引退

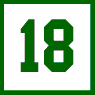
セルティックスは1981年に背番号「18」を永久欠番にした。

ラリー・バードの入団を機に、セルティックスは80年代の黄金期へと突入するが、新時代の到来を見届けたコーウェンスは、1979-80シーズンを最後に現役引退を表明した。1970年の入団以来、ちょうど10シーズン目でのことだった。
しかしその2年後、ミルウォーキー・バックスでヘッドコーチをしていた、元チームメートのドン・ネルソンの依頼を受け、コーウェンスはバックスのユニフォームを着てNBAのコートに復帰。1982-83シーズンの40試合に出場し、平均8.1得点6.9リバウンドの成績を記録。51勝31敗をあげたバックスはプレーオフ初戦でコーウェンスが10年所属したセルティックスと対戦。バックスはセルティックスを4戦全勝で破り、カンファレンス決勝まで進出した。コーウェンスはこのシーズンを限りに、今度こそ現役から引退した。

## 選手像とその業績
私は自分をスーパースターとは決して思わなかった。    ―殿堂入りに寄せて
コーウェンスは、時代を共有したジュリアス・アービングやウィルト・チェンバレン、ピート・マラビッチらほどの華やかはなかったが、その労働観や献身性、多彩性や堅実さから、絶大な信頼と尊敬が寄せられた1970年代屈指のセンターである。身長206cm、体重105kgとその体格はボブ・レイニアやカリーム・アブドゥル＝ジャバー、チェンバレンほどの圧倒的なものではないが、自らを「労働者階級の代表者」と称するように、コーウェンスの漲る精力と情熱は先の巨人たちに対抗するには十分な武器だった。コートの隅々を走り回り、ピック&ロールをセットし、目がくらむようなパスを送り、フルコートプレスに参加し、一見ブロックできないショットにも飛び掛り、ルーズボールを追って客席にまで飛び込み、ティップショットをねじ込むために体を張る。そのあまりにも精力的なプレーは、エキシビジョンゲームでありながら、ブロックショットでゴールの支柱に衝突し、足の骨を折ってしまったほどである。「野蛮人かと思った」と語るのは親友であり元チームメートのポール・サイラスである。「私は彼ほど多くの才能に恵まれながら、あそこまでアグレッシブになる人を見たことがない」。情熱だけでなく、技術も卓越しており、彼はセンターでありながら外角からのジャンプショットやバスケットへのドライブを得意としており、またパス裁きも非常に巧みであった。彼のオールラウンドな能力を示す証拠として、彼は1つのシーズンに得点、リバウンド、アシスト、ブロック、スティールの5つの主要カテゴリーにおいてチームトップに立ったことがある史上6人しかいない選手の一人である（1977-78シーズンに達成）。

## 個人成績

### レギュラーシーズン
| シーズン     | チーム       | GP  | GS | MPG  | FG%  | 3P%  | FT%  | RPG  | APG | SPG | BPG | PPG  |
| ------------ | ------------ | --- | -- | ---- | ---- | ---- | ---- | ---- | --- | --- | --- | ---- |
| 1970-71      | BOS          | 81  | –  | 38.0 | .422 | –    | .732 | 15.0 | 2.8 | –   | –   | 17.0 |
| 1971-72      | BOS          | 79  | –  | 40.3 | .484 | –    | .720 | 15.2 | 3.1 | –   | –   | 18.8 |
| 1972-73      | BOS          | 82  | –  | 41.8 | .452 | –    | .779 | 16.2 | 4.1 | –   | –   | 20.5 |
| 1973-74      | BOS          | 80  | –  | 41.9 | .437 | –    | .832 | 15.7 | 4.4 | 1.2 | 1.3 | 19.0 |
| 1974-75      | BOS          | 65  | –  | 40.5 | .475 | –    | .783 | 14.7 | 4.6 | 1.3 | 1.1 | 20.4 |
| 1975-76      | BOS          | 78  | –  | 39.8 | .468 | –    | .756 | 16.0 | 4.2 | 1.2 | 0.9 | 19.0 |
| 1976-77      | BOS          | 50  | –  | 37.8 | .434 | –    | .818 | 13.9 | 5.0 | 0.9 | 1.0 | 16.4 |
| 1977-78      | BOS          | 77  | –  | 41.8 | .490 | –    | .842 | 14.0 | 4.6 | 1.3 | 0.9 | 18.6 |
| 1978-79      | BOS          | 68  | –  | 37.0 | .483 | –    | .807 | 9.6  | 3.6 | 1.1 | 0.8 | 16.6 |
| 1979-80      | BOS          | 66  | 55 | 32.7 | .453 | .083 | .779 | 8.1  | 3.1 | 1.0 | 0.9 | 14.2 |
| 1982-83      | MIL          | 40  | 34 | 25.4 | .444 | .000 | .825 | 6.9  | 2.1 | 0.8 | 0.4 | 8.1  |
| 通算         | 通算         | 766 | 89 | 38.6 | .460 | .071 | .783 | 13.6 | 3.8 | 1.1 | 0.9 | 17.6 |
| オールスター | オールスター | 6   | 4  | 25.7 | .500 | –    | .714 | 13.5 | 2.0 | 0.7 | 0.2 | 12.7 |

### プレーオフ
| 年度 | チーム | GP | GS | MPG  | FG%  | 3P%  | FT%  | RPG   | APG | SPG | BPG | PPG  |
| ---- | ------ | -- | -- | ---- | ---- | ---- | ---- | ----- | --- | --- | --- | ---- |
| 1972 | BOS    | 11 | –  | 40.1 | .455 | –    | .596 | 13.8  | 3.0 | –   | –   | 15.5 |
| 1973 | BOS    | 13 | –  | 46.0 | .473 | –    | .659 | 16.6  | 3.7 | –   | –   | 21.9 |
| 1974 | BOS    | 18 | –  | 42.9 | .435 | –    | .797 | 13.3  | 3.7 | 1.2 | 0.9 | 20.5 |
| 1975 | BOS    | 11 | –  | 43.5 | .428 | –    | .885 | 16.5* | 4.2 | 1.6 | 0.5 | 20.5 |
| 1976 | BOS    | 18 | –  | 44.3 | .457 | –    | .759 | 16.4* | 4.6 | 1.2 | 0.7 | 21.0 |
| 1977 | BOS    | 9  | –  | 42.1 | .446 | –    | .773 | 14.9  | 4.0 | 0.9 | 1.4 | 16.6 |
| 1980 | BOS    | 9  | –  | 33.4 | .476 | .000 | .909 | 7.3   | 2.3 | 1.0 | 0.8 | 12.0 |
| 通算 | 通算   | 89 | –  | 42.3 | .451 | .000 | .744 | 14.4  | 3.7 | 1.2 | 0.9 | 18.9 |

## コーチキャリア
コーウェンスのコーチキャリアは現役時代の1978-79シーズンにボストン・セルティックスの要請を受けて選手兼ヘッドコーチとしてチームを率いたことから始まった。翌シーズンにビル・フィッチが就任したことで、コーウェンスはコーチの任から解放されている。
現役引退後の1984-85シーズン、独立リーグCBAのステイト・ボンバーディアーズにコーチとして参加し、1994年から2年間、NBAサンアントニオ・スパーズのアシスタントコーチをした。1996年にはシャーロット・ホーネッツのヘッドコーチに抜擢される。グレン・ライス、アンソニー・メイソンらを指揮し、就任1年目の1996-97シーズンからチームを過去最高勝率の54勝28敗の成績に導いた。翌シーズンも51勝31敗と勝率を維持したが、ライス、メイソンらが次々と離れた1998-99シーズンは開幕から大きく負け越したため、15試合目で解任された。2000-01シーズンからはゴールデンステート・ウォリアーズの指揮を採ったが、泥沼の低迷状態が続く同チームに浮上の機会を与えることができないまま、2シーズン目の序盤で解任された。コーウェンスのNBAにおけるヘッドコーチの成績は、計3チーム、6シーズン、通算352試合で161勝191敗、勝率 .457でプレーオフ出場回数は2回である。2005年からWNBAのシカゴ・スカイを率いた後、2006年からNBAデトロイト・ピストンズのコーチ陣にアシスタントコーチとして入る。

## エピソード
- 選手時代のコーウェンスには、その型にはまらない性格を現したエピソードが幾つか残っている。
  - 1974年のファイナルでミルウォーキー・バックスを降して優勝した後、コーウェンスは興奮した多数のファンやその取り巻きと共にボストンの中心街を練り歩き、その後公園のベンチの上で目を覚ました。
  - 1977年のシーズン序盤、彼はチームを離れてタクシードライバーとして働いた時期があった。その理由について「燃え尽きて苦しんでいたから、頭をすっきりさせたかったんだ」と語っている。
- コーウェンスがセルティックス時代に着用していた背番号「18」は本来、8連覇時代の選手、ジム・ロスカトフの名前で永久欠番となるはずだったが、ロスカトフはその後も「18」が使用されることを望んだため、この数字はコーウェンスに引き継がれた。現在「18」はコーウェンスの名前でセルティックスの永久欠番となっている。
- コーウェンスの地元、ケンタッキー州ニューポートには、彼の名前を冠した "Dave Cowens Drive" という通りがある。